# Lew Alexejewitsch Gonow
Lew Alexejewitsch Gonow (russisch Лев Алексеевич Гонов, englische Transkription Lev Gonov; * 6. Januar 2000 in Syssert, Oblast Swerdlowsk, Russland) ist ein russischer Radrennfahrer.

## Sportlicher Werdegang
Bereits als Junior war Lew Gonow Mitglied der russischen Nationalmannschaft und für das Nationalteam auf der Bahn und auf der Straße aktiv. Seine ersten internationalen Erfolge erzielte er in einer Gruppe mit Iwan Smirnow und Gleb Syriza vorrangig auf der Bahn. So wurde er 2017 Junioren-Weltmeister und -Europameister in der Mannschaftsverfolgung. 2018 errang er den Weltmeistertitel in der Einerverfolgung. Mit dem Wechsel in die U23 wurde er im UCI Track Team von Lokosphinx registriert. 2019 gewann er bei den Europaspielen und den U23-Europameisterschaften jeweils die Goldmedaille in der Mannschaftsverfolgung. 2020 wurde er zunächst U23-Europameister in der Mannschaftsverfolgung und im Madison, einen Monat später gewann er auch in der Elite den Titel in der Mannschaftsverfolgung. 2021 war er beim Heimrennen des UCI Track Cycling Nations’ Cup in Sankt Petersburg sowohl im Madison als auch in der Mannschaftsverfolgung siegreich. Auf der Straße gewann er 2019 im Trikot der Nationalmannschaft eine Etappe der Tour of Fuzhou.
Mit dem Krieg in der Ukraine und dem Entzug der Lizenz für Lokosphinx Anfang 2022 wechselte Smirnow mit mehreren Teamkollegen in ein in Spanien registriertes Amateurteam. In Spanien, Italien und bei den Five Rings of Moscow war er 2023 und 2024 wiederholt bei Rennen des nationalen Kalenders siegreich. Durch seine Erfolge auf ihn aufmerksam geworden, wurde er ab August 2024 Stagiaire im Astana Qazaqstan Development Team. Bei der Tour of Szeklerland gewann er den Prolog und verteidigte die Gesamtführung bis zum Ende der Rundfahrt.
Zur Saison 20125 wurde Gonow festes Mitglied im Development Team von Astana. Bei der Popolarissima belegte er beim Sieg seines Teamkameraden Iwan Smirnow den dritten Rang.

## Erfolge

### Bahn
2017
- Junioren-Weltmeister – Mannschaftsverfolgung (mit Gleb Syriza, Dmitri Muchomedjarow und Iwan Smirnow)
- Junioren-Weltmeisterschaften – Madison (mit Gleb Syriza)
- Junioren-Weltmeisterschaften – Einerverfolgung
- Junioren-Europameister – Mannschaftsverfolgung (mit Gleb Syriza, Dmitri Muchomedjarow und Iwan Smirnow)

2018
- Junioren-Weltmeister – Einerverfolgung
- Junioren-Weltmeisterschaften – Madison (mit Gleb Syriza)
- U23-Europameisterschaften – Mannschaftsverfolgung (mit Gleb Syriza, Dmitri Muchomedjarow und Iwan Smirnow)
- Russischer Meister – Mannschaftsverfolgung

2019
- Europaspiele – Mannschaftsverfolgung (mit Nikita Bersenew, Iwan Smirnow und Gleb Syriza)
- U23-Europameister – Mannschaftsverfolgung (mit Gleb Syriza, Dmitri Muchomedjarow und Iwan Smirnow)
- U23-Europameisterschaften – Einerverfolgung
- Russischer Meister – Mannschaftsverfolgung

2020
- U23-Europameister – Madison (mit Iwan Smirnow)
- U23-Europameister – Mannschaftsverfolgung (mit Nikita Bersenew, Iwan Smirnow und Gleb Syriza)
- U23-Europameisterschaften – Einerverfolgung
- Europameister – Mannschaftsverfolgung (mit Alexander Dubtschenko, Nikita Bersenew und Alexander Jewtuschenko)
- Europameisterschaften – Einerverfolgung
- Russischer Meister – Einerverfolgung, Mannschaftsverfolgung und Madison (mit Iwan Smirnow)

2021
- Europameisterschaften – Einerverfolgung
- Nations’ Cup in Sankt Petersburg – Madison (mit Iwan Smirnow)
- Nations’ Cup in Sankt Petersburg – Mannschaftsverfolgung (mit Iwan Smirnow, Jegor Igoschew und Gleb Syriza)
- Russischer Meister – Mannschaftsverfolgung

### Straße
2019
- eine Etappe Tour of Fuzhou

2024
- Gesamtwertung, Prolog und Punktewertung Tour of Szeklerland

2025
- eine Etappe Türkei-Rundfahrt